# Književnost u 1798.
◄◄ | ◄ | 1795. | 1796. | 1797. | 1798.  | 1799. | 1800. | 1801. | ► | ►►
Arhitektura • Astronomija • Biologija • Glazba • Kazalište • Kemija • Kiparstvo • Knjige • Književnost • Kršćanstvo • Medicina • Politika • Pravo • Promet • Slikarstvo • Šport • Znanost
Književnost u 1798.

## Hrvatska i u Hrvata

### Smrti
- 22. siječnja – Matija Antun Relković, hrvatski prozaik (* 1732.)

## Vanjske poveznice
|  | Zajednički poslužitelj ima još gradiva o temi Književnost u 1798. |